# キンカーディンシャー統監
キンカーディンシャー統監（キンカーディンシャーとうかん、英語: Lord Lieutenant of Kincardineshire）は、イギリスの官職。統監の1つで、キンカーディンシャーを担当する。1789年に勃発したフランス革命がヨーロッパ諸国に飛び火するとともに1792年にはスコットランド各地で暴動がおこり、地方政府の対応に不満を感じたイギリス政府は1794年にイングランドの統監職をスコットランドでも常設職として設立した。

## 一覧
- 1794年3月17日 – 1804年8月30日：第5代キントア伯爵アンソニー・キース＝ファルコナー（英語版）[2]
- 1804年10月5日 – 1847年：第8代アーバスノット子爵ジョン・アーバスノット（英語版）[2]
- 1847年4月22日 – 1849年2月16日：第8代準男爵サー・トマス・バーネット[2]
- 1849年3月30日 – 1856年：第6代準男爵ジェームズ・カーネギー（英語版）（のち第9代サウセスク伯爵）[2]
- 1856年5月28日 – 1863年：第8代キントア伯爵フランシス・キース＝ファルコナー[2]
- 1863年12月30日 – 1876年9月17日：第10代準男爵サー・ジェームズ・バーネット[2]
- 1876年10月7日 – 1889年3月20日：第2代準男爵サー・トマス・グラッドストン（英語版）[2]
- 1889年12月24日 – 1918年1月：アレグザンダー・バード（英語版）（のち初代準男爵）[2]
- 1918年1月25日 – 1926年1月：第12代準男爵サー・トマス・バーネット[2]
- 1926年1月20日 – 1926年6月25日：第3代準男爵サー・ジョン・グラッドストン（英語版）[2]
- 1926年7月22日 – 1960年10月17日：第14代アーバスノット子爵ジョン・アーバスノット（英語版）[2]
- 1960年12月20日 – 1966年12月14日：第15代アーバスノット子爵キース・アーバスノット（英語版）[2]
- 1967年3月22日 – 1977年：ジョージ・アンダーソン・マレー・サンダース[2]
- 1977年2月8日 – 1999年：第16代アーバスノット子爵ジョン・アーバスノット（英語版）[2]
- 2000年1月24日 – 2007年：ジョン・ディーエル・ベヴェリッジ・スマート[2]
- 2007年9月11日 – 2020年12月16日：キャロル・エリザベス・マーガレット・キングホーン[3][4]
- 2020年12月17日 – ：アラスター・チャールズ・ステュアート・マクフィー[4]